# Монастырь Герасима Иорданского
Монастырь Герасима Иорданского (греч. Ιερὰ Μονὴ τοῦ Αγίου Γερασίμου Ιορδανίτου), или Дейр Хаджла (араб. دير حجلة, ивр. דיר חג'לה‎) — мужской монастырь Иерусалимской православной церкви, находящийся на территории Западного берега реки Иордан в Иудейской пустыне, на юго-востоке от Иерихона, в посёлке Дейр-Хаджла, в 6 км от Мёртвого моря, под полным контролем Израиля (зона C). Назван в честь преподобного Герасима Иорданского.
Первоначально монастырь преподобного Герасима Иорданского располагался в 1,5 км от реки Иордан. Теперешний монастырь преподобного Герасима находится в 3,5 км от Иордана, до XIII века он именовался монастырём Каламон.

## История монастыря

### Монастырь во времена Герасима Иорданского
Основание монастыря восходит ко времени равноапостольной царицы Елены. Но ещё с апостольских времён существовала маленькая церковь в пещере, где, согласно преданию, останавливались на ночь Святое Семейство.
Монастырь был построен в 455 году преподобным Герасимом Иорданским и находился на расстоянии примерно 1.5 км от реки Иордан. Герасим стал главой обители, в котором жили 70 человек..
Неподалеку от обители находилась Лавра Каламонской Богоматери, или Лавра Каламон, о которой упоминал преподобный Иоанн Мосх в сочинении «Луг духовный» (греч. καλάμι — «тростник», то есть тростниковая лавра, лавра «Доброе пристанище», лавра-киновия), но в конце XIII века её переименовали в честь Герасима Иорданского (нынешний монастырь преподобного Герасима), так как первоначальный монастырь преподобного Герасима был заброшен.
Монастырь функционировал как лавра с группой пещер, в которых проживали монахи-отшельники. Отшельники проводили свою жизнь в уединении, в постоянной молитве, плетя веревки и корзины. В центр лавры они приходили по субботам и воскресеньям, принимая участие в Божественной литургии и общественной деятельности. Монашеские правила были строгими, в течение пяти дней монахи-отшельники употребляли в пищу только сухой хлеб, финики и воду. В субботу и воскресенье они употребляли сваренную пищу и вино. Их личные вещи составляли коврик и посуда для воды. Пещеры отшельников сохранились в настоящее время, и их все ещё можно увидеть на крутых скалах в 1 км к востоку от монастыря в прилегающих горах. Насельником монастыря был ученик Герасима — преподобный Кириак Отшельник.
Относительно воспитание монахов, то на монастырь Герасима были очень похожи монастыри византийской эпохи. Новички жили в киновиях, занимаясь резкой дерева, проведением воды, приготовлением пищи, а также многими другими обязанностями, пока они не показывали полную духовную готовность принять жизнь отшельничества. Кроме того, новоначальных монахов содержали в отдельных общежитиях, пока те становились выглядеть не так молодо, поскольку они служили слишком большим искушением для пожилых монахов в Лавре. Монахам, ставшим «совершенными в Божьих глазах», разрешали жить в пещерах отдельно от киновий.

### Монастырь в Византийскую эпоху
Около 575 года Иорданскую долину и монастырь посетили византийские монахи Иоанн Мосх и Софроний Иерусалимский.
В византийский период монастырь неоднократно разрушался и отстраивался. В 614 году его разрушили персы. Поскольку обитель стояла рядом с другим монастырём Малона (The monastery of Malawn), в 617 году они объединились и стали известны по-арабски как Дейр Хиджле. Такое название места указывает на его ветхозаветные корни. «Дейр» переводится как монастырь, а «хиджле» происходит от ивритского «חוגלה» (хогла) — куропатка. Беф-Хоглой («домом куропатки») называлось селение на границе уделов колен Иуды и Вениамина (Иисус Навин 15:6, 18:19).
В 640 году монастырь восстановили монахи. Обитель подвергалась частым разрушениям, в связи с многочисленными землетрясениями, поскольку он расположен вблизи Великой Афро-Сирийской рифтовой долиной, проходящей вдоль реки Иордан и по дну Мертвого моря, которая является зоной повышенной сейсмической активности.

### Монастырь в период крестоносцев
В период крестоносцев (1099—1291), в годы правления императора Мануила I Комнина (1143—1180), монастырь восстановил Иерусалимский патриарх Иоанн IX.
В 1106 году монастырь посетил русский паломник игумен Даниил, писавший о нём:

А от монастыря святаго Иоанна до Гарасимова монастыря есть верста едина, а от Гарасимова монастыря до Каламонии, до монастыря святыя Богородица, есть верста едина. И на том месте святыя Богородица с Иисусом Христом, и с Иосифом, и с Ияковом, егда бежаху в Египет, то на том месте нощлег створиша; тогда святаа Богородица нарече имя месту тому Каламонии, еже ся протолкует «Доброе обителище». Ту ныне сходит Дух святый ко иконе святыя Богородица. И есть монастырет на устьи, идеже входит Иордан в море Содомское, и есть градом оделан весь около монастырет; черноризец (монахов) же в нём 20. А оттуда до манастыря Иоанна Златоустаго верст две, а тый манастырь такоже градом оделан весь и есть богат вельми.

В 1185 году монастырь посетил греческий паломник Иоанн Фока, который описывает:

В промежутке между монастырями Предтечи и Каламона находится разрушенный до основания течением Иордана монастырь Святого Герасима, — в нём почти ничего не видно, кроме незначительных остатков храма, двух пещер и замкнутого столпа, в котором заключился великий старец Ивир, весьма симпатичный и удивительный. Посетивши его, мы очень много извлекли пользы из встречи с ним, ибо божественная некая благодать присуща старцу. Но считаем необходимым рассказать здесь для услаждения тех, которые любят услаждаться божественным, чудо, совершенное им за несколько дней до нашего прибытия. На извилистом и узловатом течении Иордана, как и на других реках, попадаются места, густо заросшие тростником. В этих местах привыкло обитать племя львов. Два из них в каждую неделю приходили к затвору старца, и, положивши головы на столп, выражением глаз, просили себе пищи. Получивши её без труда, они с радостью уходили в свои обычные места при реке. Пищею для него служили или небольшие устрицы в реке, или может быть, куски полбового или ячменного хлеба. Однажды когда они (львы) пришли и движением глаз просили обычной пищи, старец, не изобилуя тем, чем обыкновенно удовлетворял требование зверей, ибо случилось так, что в течение двадцати дней ничем съестным не запасался, священный оный муж сказал зверям: так как мы не только не имеем ничего съестного, чем могли бы утешить слабость вашего естества, но и самим нам не достает потребного по обычаю, Богу так о нас устроившему по причинам, которые Ему хорошо известны, то нужно вам идти к руслу Иордана, и принести к нам какое-либо маленькое деревцо. Приготовивши из него крестики, мы раздадим их посетителям в благословение, а от них получивши взамен, по произволению каждого, какие-либо крошки к пропитанию моему и вашему, ими и разбогатеем. Сказал, звери выслушали, и как бы разумным движением и походкою отправились к руслу Иордана. И, о чудо! не много спустя, принесли на плечах два дерева, и положивши оные у основания столпа, охотно удалились в заросли Иордана.

Немецкий путешественник, монах-доминиканец, Бурхард, посетивший Палестину с 1274—1284 годы, также упоминает монастырь в своих записях.

### Монастырь в Османский период
После периода крестовых походов, в период Айюбидов и Мамлюков, монастырь был заброшен и восстановлен лишь в XIV веке.
В период правления Османской империи (1516—1917) на территории Палестины, в 1588 году он был перестроен. Однако в 1734 году монастырь опять был разрушен.
Современный вид монастырь приобрел благодаря реконструкции с 1882 по 1885 год, на остатках византийской Лавры Каламаон, инициатором которой выступил архимандрит Антонин (Капустин) от Русской Духовной Миссии. Коллекционер Русской Палестины архимандрит Антонин (Капустин) в своих записках поклонника 1857 года повествовал:

Впереди нас показалась чёрная точка, которая, мало-помалу разрастаясь, по мере приближения нашего к ней превратилась в кучу зданий. Нам сказали, что это бывший монастырь Св. Герасима Иорданского, при имени которого невольно припоминается и служивший ему лев. Теперь львы на Иордане неслыханная вещь. О тиграх иногда ещё можно услышать. Гиен и шакалов много. Огнестрельное оружие выгнало царя пустынь из его владений. Оно же, кажется, одно может выгнать в наше время из тех же пустынь нынешнего царя её — бедуина. Полагают, что, если бы Ибрагим-паша Египетский удержал за собою Палестину хотя лет на 20, бедуины превратились бы в мирных феллахов, подобных, по крайней мере, иерихонянам. Монастырь Пр. Герасима (вернее Каламонский, ибо Герасимов лежал, по свидетельству древних паломников, при самом Иордане) отстоит верст на пять от Иордана и занимает относительно высокое место. Он ещё легко мог бы быть восстановлен и служить приютом для поклонников.
— Архимандрит Антонин (Капустин). Пять дней на Святой Земле и в Иерусалиме в 1857 году. 6-е января на Иордане. Издательство "Индрик", Москва, 2007. Стр. 205.
В 1858—1859 года, начальник Русской Духовной Миссии в Иерусалиме архимандрит Леонид (Кавелин) в своей работе писал:

Лавра Каломон или Каломонская, по толкованию одних, значит тростниковая, а по другим доброе пристанище, потому что была построена на месте, где останавливалось Святое Семейство, во время бегства в Египет (через Иерихонское поле пролегает дорога из Галилеи в Газу). Блаженный Иоанн Мосх ясно различает эту обитель от обители Пр. Герасима даже самим определением её места, говоря о лавре Герасима: «около Иордана», а о лавре Каломон: «близ Иордана», то есть на самом берегу священной реки. Но позднейшие писатели, начиная с Фоки, постоянно смешивают эти две обители, на том основании, что преподобный Герасим назывался так же Каломонитою. Более чем вероятно, что название это усвоено преподобному Герасиму потому, что он положил основание лавре Каломон, или просто жил в ней временно до основания своей собственной обители, подобно тому как преподобный Евфимий до основания своей лавры жил в лавре Фаранской, или наконец потому, что лавра Каломонская присоединилась к лавре Пр. Герасима после одного из опустошений пустыни Святого Града, и с тех пор обитель эта стала именоваться безразлично то одним, до другим именем. Это последнее предположение нам кажется мало вероятным. Наш паломник игумен Даниил говорит, что лавра Каломонская находилась при самом устье Иордана, то есть при впадении его в Мертвое море. По моему мнению, место её указывает довольно определённо высокий холм, находящийся невдалеке от устья Иордана, на самом берегу его, и, видимо, покрывающий какие-то развалины. Во всяком случае свидетельство блаж. Иоанна Мосха, ясно различающего эти две обители (лавру Каломонскую и лавру Пр. Герасима), не может быть оставлено без внимания.— Архимандрит Леонид (Кавелин). Старый Иерусалим и его окрестности. Из записок инока-паломника. 1858-1859 гг. Стр. 303-304. М. Изд. «Индрик» 2008 г.

### Монастырь в XX веке
В 1927 году монастырь подвергся очередному разрушению после землетрясения.
После арабо-израильской войны (1947—1949) между еврейским населением Палестины и соседними арабскими государства, территория, на которой находился монастырь, отошла к Иордании. Посещение монастыря свелось к минимуму, поэтому к середине XX века монастырь оказался заброшен.
После Шестидневной войны, в 1967 году, монастырь вновь стал важным местом паломничества. В то время монастырь был полностью заброшен, повсюду лежали груды мусора. Здесь не было ни воды, ни света, ни дороги, ни одной поющей птицы и живого растения; из живых существ лишь мыши, змеи, тараканы. В 1976 году монах, впоследствии архимандрит, Хризостом (Тавулареас) поселился в монастыре и взялся за его восстановление. По словам архимандрита Хризостома: «первые 12 лет я жил совершенно один (без воды, электричества, телефона и дороги). Мне буквально было нечего есть. Я просил милостыню в туристических автобусах, чтобы как-то содержать монастырь. Сам изготавливал свечи. Вода была дождевая. Потом появился источник».
Сегодня в монастыре проживает около 30 насельников, включая монахов из Болгарии, Греции, Румынии, России и Кипра.

## Символы и предания монастыря

### Лев Иордан
На фресках и иконах монастыря изображаются лев и осел. Эти животные связаны с историей жизни Герасима Иорданского.
Последнее сообщение о существовании подвида азиатского льва на территории современного Израиля упоминается в XV веке.
Традиционно считается, что святой Герасим шёл по Иорданской пустыне и встретил льва, который протянул ему лапу. Лапа была настолько сильно воспалена, что лев умоляюще смотрел на монаха. Герасим понял, что в лапу льва попала колючка, ставшая причиной его страданий. Святой удалил занозу, очистил рану от гноя и обернул её тканью. С тех пор лев всюду следовал за Герасимом как „ученик“. Святой Герасим был удивлен уму и кротости льва. Он давал ему хлеб или другую пищу. Льву предоставили жилье в монастыре. И с тех пор лев стал символом монастыря.

### Осел
У монахов был осёл, который носил воду из реки Иордан. Льву поручили сопровождать осла к реке, охраняя его. Однажды лев уснул на солнце, оставив осла пастись. Случилось так, что проходил мимо арабский купец со своим караваном верблюдов и увидел осла. Думая, что это бродячее животное, он привязал его к каравану верблюдов и забрал с собой. Когда лев проснулся, он стал искать осла, но нигде не нашёл. Зверь вернулся в монастырь и сразу же направился к святому Герасиму, который, заметя его удрученное выражение лица, решил, что лев съел осла, и спросил: „Где осел?“ Лев стоял молча, опустив голову от стыда. Тогда старец поручил ему выполнять работу осла. Монахи загружали большую бочку на спину льва, как это они делали раньше с ослом, и посылали его к реке за водой.
Однажды в монастырь пришёл воин, чтобы помолиться, и, увидев льва, несущего воду, пожалел его и дал монахам три золотых монеты, чтобы те купили другого осла. Ко льву вернулась его старая обязанность охранять осла. Через некоторое время, арабский купец вновь шёл по Иорданской пустыне, чтобы продать пшеницу в Иерусалиме. И с ним был тот же осел. В тот день, лев случайно оказался рядом с рекой и, когда караван приблизился, он узнал осла. С громким ревом лев бросился к купцу. В ужасе купец бросил караван и убежал. Лев схватил бразды осла в зубы, как он это делал ранее, и привело его вместе с караваном верблюдов к святому Герасиму Иорданскому. Старец улыбнулся и сказал монахам, что льва напрасно и несправедливо обвинили. Льву дали прозвище „Иордан“.

### Двуглавый орел
Поскольку монастырь был перестроен в период крестоносцев, в настоящее время остался фундамент с изображением двуглавого орла — символа Византийской империи. В Византии двуглавый орёл изображался в монастырях и на гербе последней династии Палеологов, правившей с 1261-го до 1453-й год.

## Устройство и вид монастыря
В монастыре находятся 2 храма — верхний и нижний.
- Верхний храм построен в честь Святого преподобного Герасима Иорданского, в котором расположен иконостас, подаренный Русской Духовной Миссией в Иерусалиме.
- Нижний храм (крипта) посвящён Святому Семейству, в котором стоит иконостас греческого православного патриархата. В нём находятся кости монахов, погибших во время нашествия персов в 614 г.

Рядом с монастырем находится хостел для посещения греческих паломников. Монахи вместе с местными жителями, проживают поблизости Иерихона, выполняя сельскохозяйственные работы.
Стиль и форма монастыря указывают на период, во время которого монастырь был построен. Внутри монастыря содержится квадратный двор, окруженный арками и колоннами с четырёх сторон.

### Престолыверхнего храма
Верхний храм имеет три престола:
1. Центральный престол посвящён в честь Герасима Иорданского.
2. Правый престол посвящён святому Евфимию Великому, монастырь которого находится неподалеку.
3. Левый престол посвящён святому Зосиме Палестинскому и Марии Египетской.

### Иконостас
Иконостас верхнего храма, отделяющий центральную часть храма от алтаря, был установлен в 1883 г. Русской Духовной Миссией, содержит 4 иконы:
- Богоматерь Одигитрия;
- Герасим Иорданский;
- Иоанн Креститель;
- Иисус Христос Пантократор.

### Изображения на колоннах и стенах
Колонны и стены монастыря украшены иконами и изображениями либо монахов-отшельников, которые находились в Иудейской пустыне, либо основателей монашеской жизни.
Отцы-пустынники, анахореты и основатели монашеского общежития:
- Антоний Великий — египетский монах III века, основатель и идеолог отшельнического монашества в Фивадской пустыне; он основал одноимённый монастырь Святого Антония к югу от Каира.
- Евфимий Великий — один из первых монахов в Иудейской пустыне IV века; он основал монастырь Капарвариха близ Хеврона, Нижний монастырь или монастырь Феодосия в 15 км от Иерусалима, а также лавру святого Евфимия (близ современного Хан-эль-Ахмара);
- Онуфрий Великий — египетский пустынник IV века, подвизавшихся в Фиваидской пустыне, живший в полном одиночестве 60 лет.
- Пахомий Великий — египетский монах III—IV веков, основал первый христианский общежительный монастырь и составил для него первый монастырский устав.
- Иларион Великий — палестинский монах IV века, был основателем первого монастыря в Иерусалиме и первый проповедник монашества в Палестине.
- Харитон Исповедник — христианский святой IV века, основавший Фаранскую, Иерихонскую и Суккийскую (Ветхую) лавры. Один из родоначальников Иерусалимского устава.

Столпники:
- Симеон Столпник — сирийский аскет и столпник V века, известный тем, что провел на столпе 37 лет в посте и молитве.
- Даниил Столпник — константинопольский аскет V века, последовавший подвигу Симеону, проведя на столбе более 30 лет.
- Алипий Столпник — адрианопольский аскет VII века, подвизавшийся на столпе 66 лет.
- Лука Новый Столпник — византийский аскет X века, живший при императоре Константине VII Багрянородном (913—959), простоявший на столпе 45 лет.

Другие святые, аввы и мученики:
- Зосима Палестинский — палестинский монах-отшельник, авва, живший в V—VI вв. при византийском императоре Юстине Старшем.
- Мария Египетская — христианская святая, жившая в пустыне, где провела 47 лет в полном уединении, посте и покаянных молитвах. Единственным человеком, который увидел Марию после её ухода в пустыню, стал иеромонах Зосима.
- Святая Параскева — христианская великомученица III века, пострадавшая во время царствования императора Диоклетиана; в ранней юности посвятила себя аскетической жизни.
- Иоанн Хозевит — палестинский епископ, авва, святитель VI века, прославившийся своей борьбой с евтихианской ересью; один из основателей монастыря Хозевитов в Иудейской пустыне.
- Георгий Хозевит — палестинский монах VII века, авва, настоятель Хозевитской лавры.
- Косма Маюмский — византийский епископ и гимнограф (автор гимнов) VIII века в Восточной Православной Церкви.
- Конон Исаврийский — византийский мученик VI века, живший во времена императора Юстиниана I Великого (527—565).

Есть также иконы, изображающие библейские события, такие как сотворение мира, изгнание из рая Адама и Евы, убийство Авеля Каином, жертвоприношение Исаака Авраамом, гибель Содома и Гоморры, нахождение Моисея у берега реки, дарование заповедей Моисею на горе Синай, завоевания Иерихона и вознесение пророка Илии на небо.

### Монастырское кладбище
Вне стен монастыря расположено кладбище монастыря, на котором похоронены греческие, русские монахи и послушники.

### Мозаичная мастерская
В технике укладки мозаики существуют два способа: прямой и обратный. В монастыре используются оба способа для изготовления икон и библейских событий.
Кроме традиционного орнамента и греческих икон мастерская изготавливает мозаичные панно для синагог с изображением Магенов Давида (Щитов Давида) и Скрижалями Завета.

## Реликвии монастыря
- Икона Божией Матери „Млекопитательница“ (Галактотрафуса).
- Икона „Моление (плач) Иисуса Христа об абортах“. Её автор игумен Хризостом. Перед иконой совершают молебен о грехе аборта.
- Икона „Богоматерь с младенцем“.
- Мощи христианских мучеников, пострадавшие от царя Хосрова II Парвиза и персидского нашествия в VII веке.
- Древняя фреска с изображением Иисуса, Девы Марии и Иосифа Обручника.

Монастырь является чтимым местом Православной Церкви, поскольку, согласно евангельской традиции, на этом месте в пещере останавливалось на ночлег Святое Семейство (Мария, Иосиф и младенец Иисус), которые спасали свою жизнь от царя Ирода бегством в Египет. В ту ночь Мария кормила грудью младенца Иисуса, и это событие запечатлено в нижнем храме под главным собором монастыря.

## Настоятели монастыря
Игумены
- Герасим Иорданский (? — †475)
- Василий (? — ?)
- Стефан (? — †481)
- Евгений (?—†526)
- Агиодул (? — ?)
- Александр (? — ?)
- Пресв. Олимпий (? — ?)

Архимандриты
- Хризостом (Тавулареас) (c 1975)